# 사기 (법률)

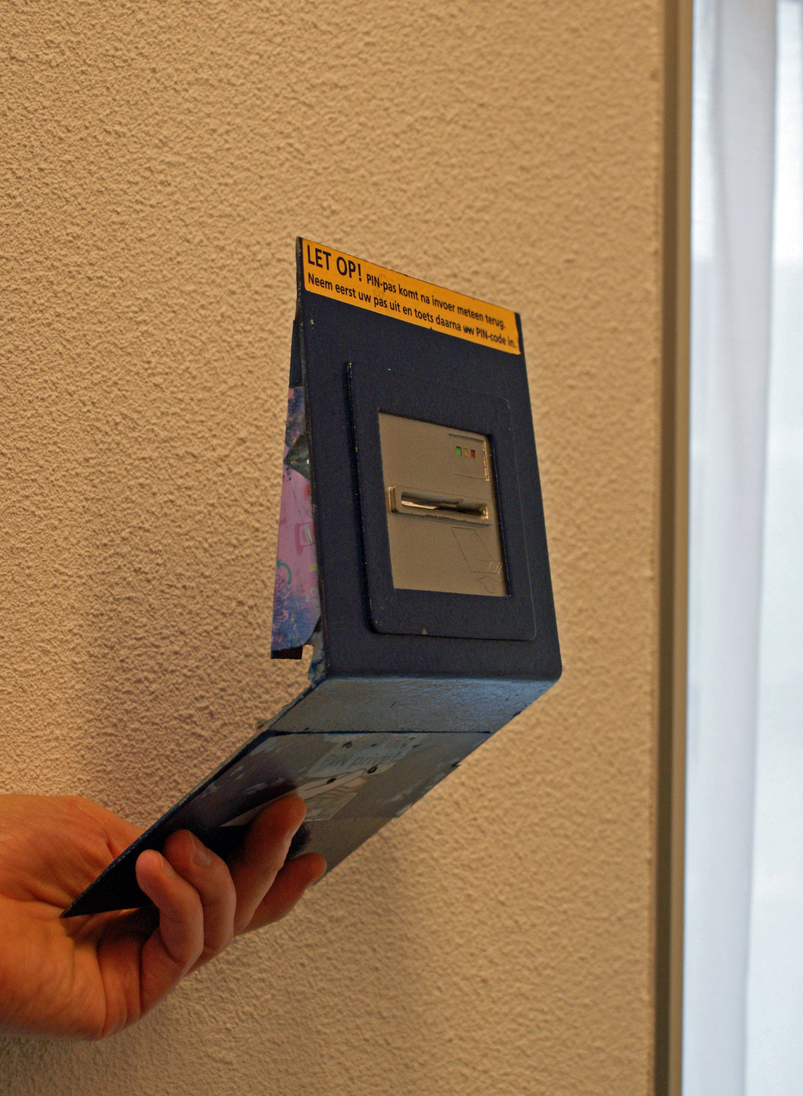

사기(詐欺, 영어: fraud)는 고의로 사실을 속여서 사람을 착오에 빠지게 하는 범죄행위이다.
즉, 사기에 의한 의사표시란 표의자가 타인의 기망행위로 말미암아 착오에 빠지고 그 결과로서 한 의사표시를 말한다. 사기에 의한 의사표시 역시 착오에 의한 의사표시라는 점에서는 보통의 착오와 다르지 않다. 다만 사기에 의한 의사표시는 타인의 기망행위에 의하여 착오에 빠지고 있으므로 보통의 착오와는 달리 법률행위 내용의 중요한 부분에 착오가 없더라도 취소할 수 있다. 사기에 의한 의사표시가 성립하기 위해서는 다음과 같은 요건이 필요하다. 사기자에게는 고의가 있어야 한다. 이 고의에는 표의자를 기망하여 착오에 빠지게 하려는 고의와 그 착오에 기하여 표의자로 하여금 의사표시를 하게 하려는 고의라는 2단의 고의가 있어야 한다. 표의자는 사기에 의한 의사표시를 취소할 수 있다.

## 미국법
사기로 인해 유언장이 작성된 경우 유언은 무효가 되며 해당 재산은 추정신탁에 의해 해결된다.

### 체결시 사기
유언장 작성 서명 당시 유언자가 사기자에 의해 유언장인지 모르고 작성한 경우 무효가 된다.

### 유도된 사기
유언장인지 알았으나 사기자가 준 잘못된 정보로 인해 유언을 작성한 경우 무효가 된다.

## 같이 보기
- 사기공장(en:Fraud factory, fraud park, scam compound)
- 사기죄
- 전화사기
- 청원 (진정서)
- 선불사기(나이지리아 사기)
- 미인계